# Famille Assier de Pompignan
Pour l’article ayant un titre homophone, voir Assier (homonymie).
La famille Assier de Pompignan, anciennement Assier, est une famille de la noblesse française subsistante, originaire du Languedoc.
Elle compte parmi ses membres un colon, un commandant de volontaires lors de la guerre d’indépendance américaine et un administrateur colonial.

## Histoire
La famille Assier est une famille originaire de l'actuel département du Tarn, notaires et propriétaires terriens originaires du diocèse d'Albi. Établie ensuite à Montpellier puis à la Martinique où elle a été anoblie par le roi Louis XV.
La filiation remonte au XVIe siècle. Le premier ancêtre connu de la famille Assier est Amans Assier, notaire à , marié avec Marie Delavit..[réf. nécessaire]
Régis Valette écrit qu'en 2002 cette famille comptait 45 porteurs du nom (en ligne masculine et sans adoption), notamment à Trinité-et-Tobago.

## Filiation
Ci-dessous, une filiation simplifiée de la famille Assier de Pompignan :
- Amans Assier, marié avec Marie Delavit
  - Gabriel Assier († avant 1603), marié avec Marie Blanc († avant 1603)
    - Gabriel Assier, notaire, marié en 1623 avec Catherine Peyre
      - Barthélémy Assier (1633-1716), maître tapissier à Montpellier, consul et viguier de cette ville, marié en 1662 avec Anne Madières (1640-1681)
        - Jean Assier (1688-1771), colon, doyen du Conseil souverain de Martinique, marié en 1713 avec Renée-Rose Larcher († 1722)
          - Pascal Assier de Pompignan (1735-1762), major des cadets gentilshommes tué au combat du Morne Garnier, marié en 1751 avec Marthe François Le Quoy (1734- ?), dont un fils sans postérité
          - Jean Bruno Assier de Montrose (1737-1804), colonel de milice, lieutenant-colonel d'infanterie, commandant le corps des volontaires libres de la Martinique le 1er décembre 1782, commandant du bataillon de la Basse-Pointe en 1801, marié en 1765 avec Victoire de Leyritz (1742-1822)
            - Jean Charles Catherine Assier de Montrose (1766-1840), écuyer, avocat, au parlement, conseiller au Conseil souverain de Martinique, marié en 1786 avec Marie Claude Marraud de Sigalony (1768-1857)
              - Jean Joseph Assier de Montrose (1787-1852), marié en 1814 avec Adèle de Damian de Vernègues (1799-1833), dont postérité éteinte
              - Louis Félix Assier du Hamelin (1803-1873), officier, ancien capitaine du 3ème bataillon des milices, habitant propriétaire à Grand Anse, marié avec Victoire Assier de Montferrier (1805-1882), dont postérité éteinte

            - Pierre Jean Assier de Pompignan (1770-1832), officier au régiment de Viennois, marié en 1801 avec Sophie Fortier (1781-1866)
              - Bruno Assier de Pompignan (1802-1877), marié en 1829 avec Loïsa Poncy (1810-1867), dont postérité subsistante
              - Henri Assier de Pompignan (1804-1871), propriétaire terrien, négociant, maire de Saint-Pierre, marié en 1829 avec Marie Constance Crosnier de Lassichère (1811-1869), dont postérité subsistante
              - Hippolyte Assier de Pompignan (1809-1883), marié en 1843 avec Pauline Marraud des Grottes (1825-1875), dont postérité subsistante
              - Gustave Assier de Pompignan (1810-1887), marié en 1849 avec Amélie Assier de Montferrier (1831- ?), dont postérité éteinte
              - Arthur Assier de Pompignan (1826-après 1873), lieutenant au 36ème régiment de ligne de Valenciennes, marié en 1859 avec Julie Gérard (1838-après 1873), dont postérité éteinte

            - Ferréol Guillaume Assier de Pompignan (1772-1829), écuyer, officier au régiment de Viennois, marié en 1799 avec Marie Elisabeth de Pellegars-Malhortie (1772-1832), dont postérité éteinte

          - Pierre Marie Assier de Montout (1740-1779), capitaine de milice à la Martinique tué au combat
          - Louis Paul Assier du Louison (1746-1819), commandant des milices de Basse-Pointe

        - Pierre Assier (1691- ?), docteur en droit, avocat à la Cour des comptes de Montpellier, marié en 1731 avec Madeleine Donnadieu, dont postérité éteinte

## Personnalités
- Jean Assier (1688-1771), colon français qui a fondé l'une des plus anciennes familles de békés de la Martinique, du monde agricole et agroalimentaire ;
- Jean Bruno Assier de Montrose (1737-1804), officier de milice des Antilles françaises commandant le corps des volontaires libres de la Martinique lors de la guerre d'indépendance des États-Unis[3] ;
- Maurice Assier de Pompignan (1889-1952), administrateur colonial, gouverneur du Gabon puis du Dahomey.

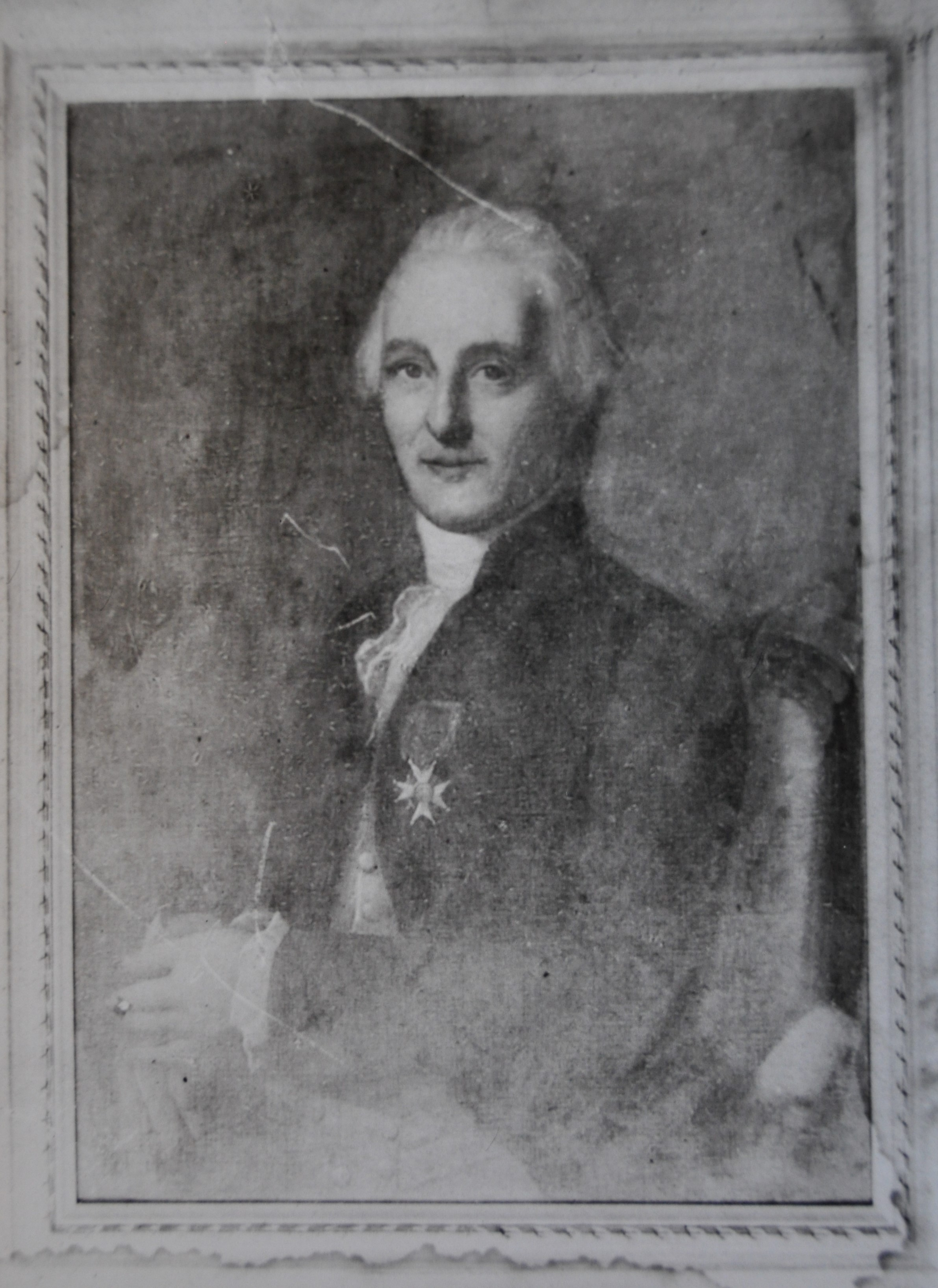
Jean Bruno Assier de Montrose (1737-1804)
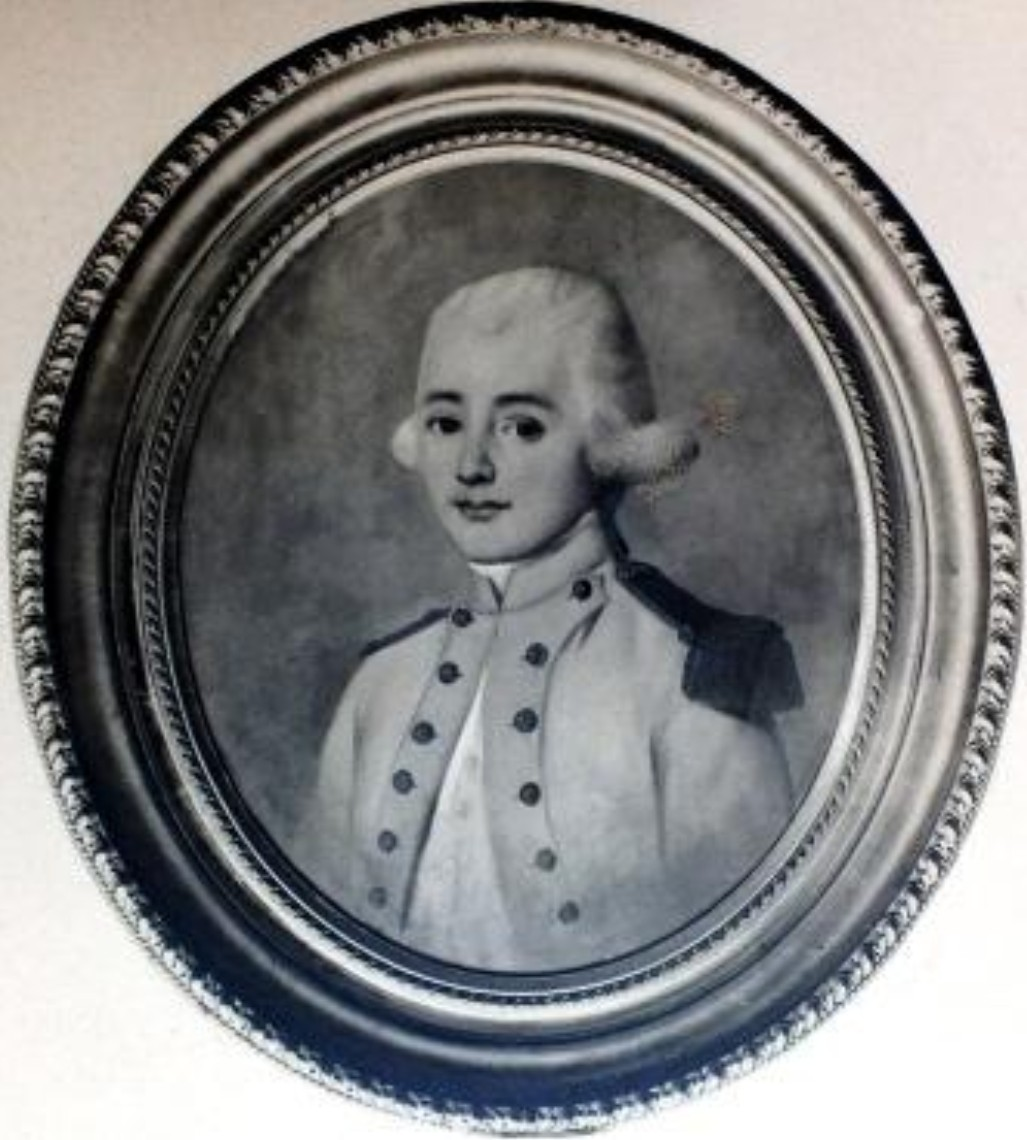
Pierre Jean Assier de Pompignan (1770-1832)
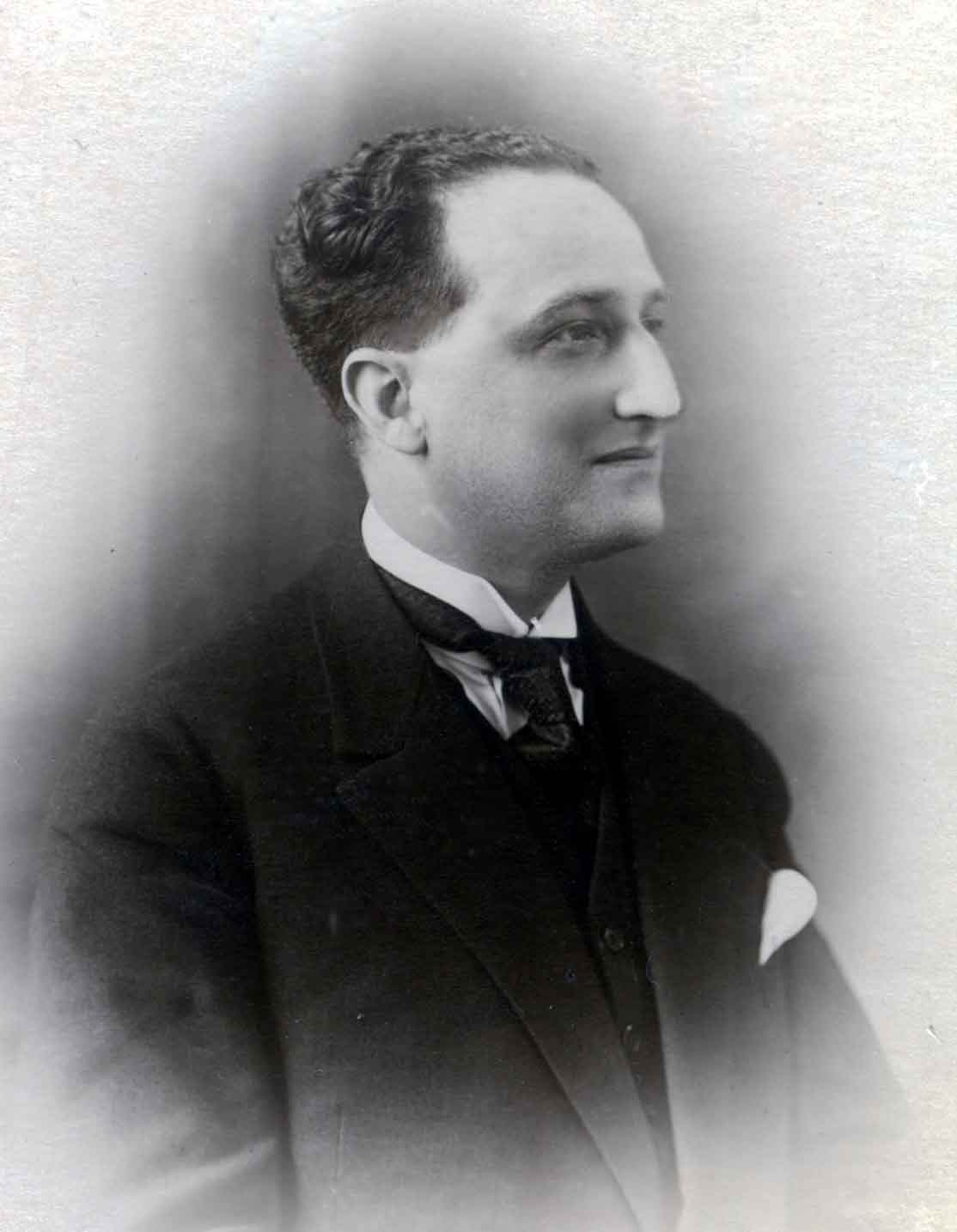
Maurice Assier de Pompignan (1889-1952)

## Alliances
Les principales alliances de la famille Assier de Pompignan sont : Cornette de Venancourt, Lefebvre de Ladonchamps, de Courcy, Romain-Desfossées, Dubessey de Contenson, de Milleville, de Leyritz (1765) , etc.

## Armoiries
La famille Assier de Pompignan porte : D'azur à une main de justice d'or, accompagnée de trois étoiles d'argent, posées deux en chef et l'autre en pointe.

Armoiries concédées à Jean Assier en 1768.